# Конвульсионеры

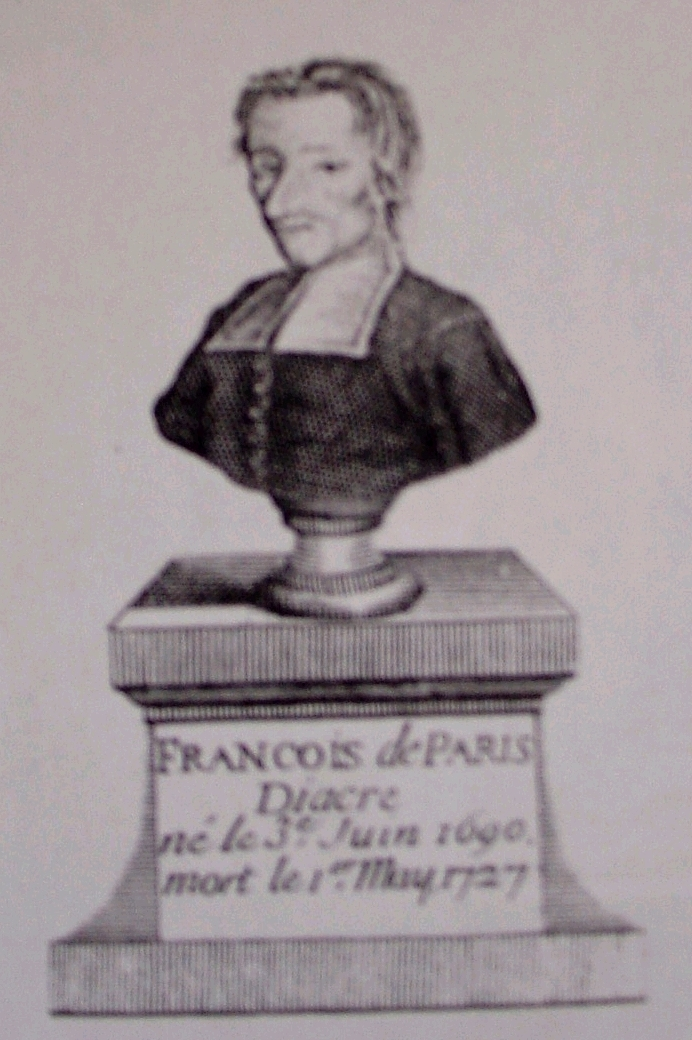
Франциск Парижский

Конвульсионеры (фр. convulsionnaires) — религиозная секта, возникшая в конце 1720-х годов во Франции в результате преследования янсенистов. Конвульсионеры являлись последователями Франциска Парижского. Его могила на Сен-Медарском кладбище славилась якобы происходившими на ней чудесами и исцелениями больных, которых охватывали при этом конвульсии. В промежутках между припадками конвульсионеры находились в экзальтации, вели аскетический образ жизни.

## История
Появление конвульсионеров связано с именем янсениста Франциска Парижского (1690—1727), который был старшим сыном советника Парижского парламента. В семь лет его отправили в пансион, где он отличался большой набожностью. Рано увлёкшись янсенизмом, он после смерти отца уступил его место в парламенте своему младшему брату, чтобы целиком посвятить себя религиозной деятельности. В 1713 году он получил от своего отца, который хотел, чтобы он занимался светской деятельностью, разрешение поступить в семинарию. После этого он лишился отца, который умер, а бедным раздал причитающуюся ему долю наследства.

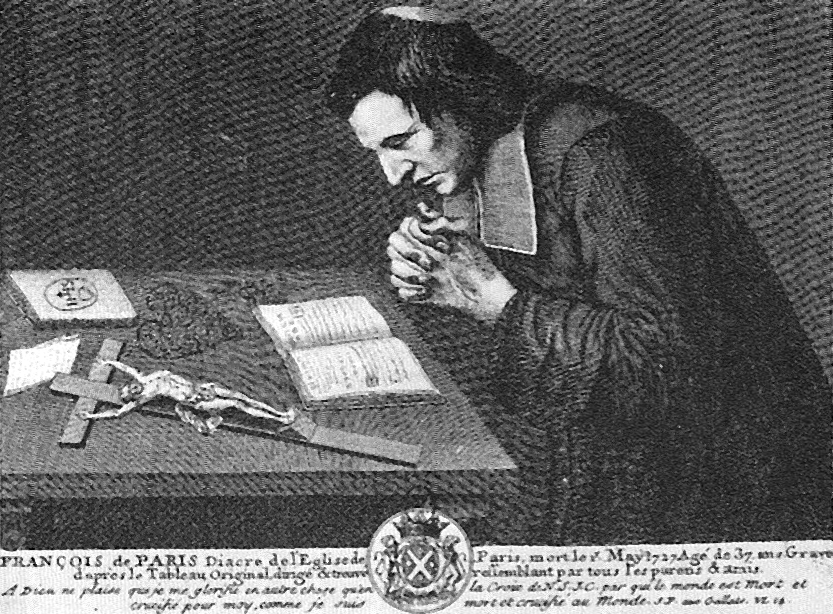
Франциск Парижский

Франциск умер вечером первого мая 1727 года, в возрасте тридцати шести лет. Перед смертью он продиктовал своё исповедание веры и завещал похоронить себя, как бедняка, на общем кладбище. Выполняя волю покойного, его похоронили на приходском кладбище церкви Сен-Медар 3 мая. В тот же день мотальщица шёлка по имени Мадлен Беньи, страдавшая параличом левой руки, пришла в дом, где ранее жил дьякон, на улицу Бургонь в 8 часов утра и видела, как принесли гроб, в который должны были положить покойника. Когда гроб поставили, больная немного нагнулась, чтобы потереть руку о гроб, прежде чем на него возложат покров, и после этого отправилась к себе домой. Когда она вошла в свою комнату, то сразу принялась разматывать шёлк обеими руками. По городу распространились слухи, что её болезнь бесследно прошла. После этого на следующий день собралась толпа калек и больных в ожидании исцелений.

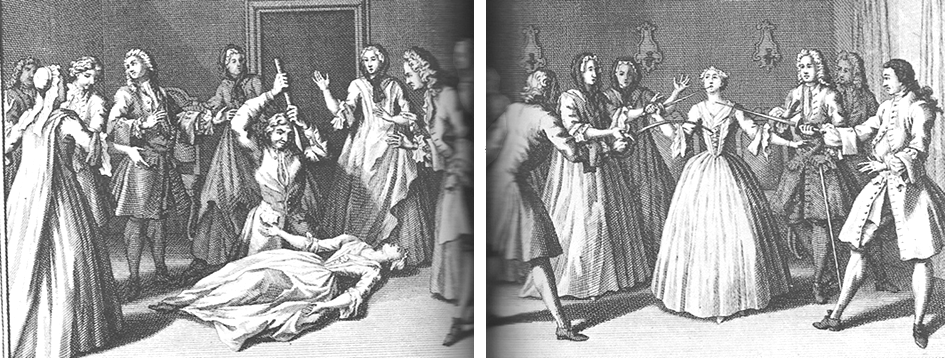
Сеанс с участием конвульсионеров. Анонимная гравюра XVIII века

Янсенисты почитали Франциска святым, хотя последние четырнадцать лет он не был у причастия под предлогом, что недостоин его. Многие обитатели квартала, лично знавшие Франциска, отправлялись на его могилу и затем уверяли, что выздоровели от своих болезней или получили облегчение страданий. После распространения известий о чудесах на его могиле толпы народа изливали свои чувства в экзальтированных молитвах, речах и пророчествах, разыгрывались целые религиозные мистерии и шествия. С 1731 года фанатизм дошёл до таких пределов, что молящиеся, простираясь на могиле святого, впадали в конвульсии, откуда впоследствии и произошло название «конвульсионеры». Начались паломничества, к могиле приносили паралитиков; душевнобольные, слепые, больные неизлечимыми болезнями тёрлись о надгробный камень дьякона и надеялись на чудо. Часть янсенистов усматривала в этих явлениях божественное доказательство истинности учения янсенистов, пытаясь использовать для упрочения своих позиций в противостоянии с иезуитами. По сообщениям тех лет при этом бились в судорогах не только сами янсенисты, а и совершенно посторонние люди, случайно бывшие свидетелями судорог. В состояние экстаза впадали даже дети; в особенности же ему были подвержены женщины.
Конвульсионеры подразделялись на:
- секуристов (от фр. secours — «помощь», «вспомогательное средство»), которые подготавливали конвульсии ударами, уколами и др.
- натуралистов или фигуристов, которые, непристойно обнажаясь, изображали собой то бессилие неискуплённой человеческой природы, то чистоту христианской церкви.
- дисцернантов и меланжистов, которые вели прения о том, кто посылает конвульсии — Бог или дьявол[4].

Все они враждовали друг с другом, доказывая правоверность своего учения и еретичность прочих групп. Деятельность секуристов, которая получила наибольшую известность напоминала истязания: они топтали друг друга ногами, колотили палками, поленьями, посохами и прижигали раскалённым железом. Некоторые выламывали пальцы у молодых женщин, рвали клещами их груди, кололи их тело железными прутьями и даже распинали их. Однако конвульсионеры были удивительно нечувствительны к боли, становясь буквально неуязвимыми.
Для доказательства якобы совершавшихся на могиле Франциска чудес была написана книга «La vérité des miracles opérés par l’intercession de François de Paris» (3 тома), поднесённая королю советником парламента Луи-Базиль Карр де Монжероном. Последний относился к чудесам сначала иронически, но 7 сентября 1731 года, против воли, сам подвергся конвульсиям. В этой работе он приводит многочисленные примеры неуязвимости «конвульсионеров», которые по современным представлениям являются преувеличенными.

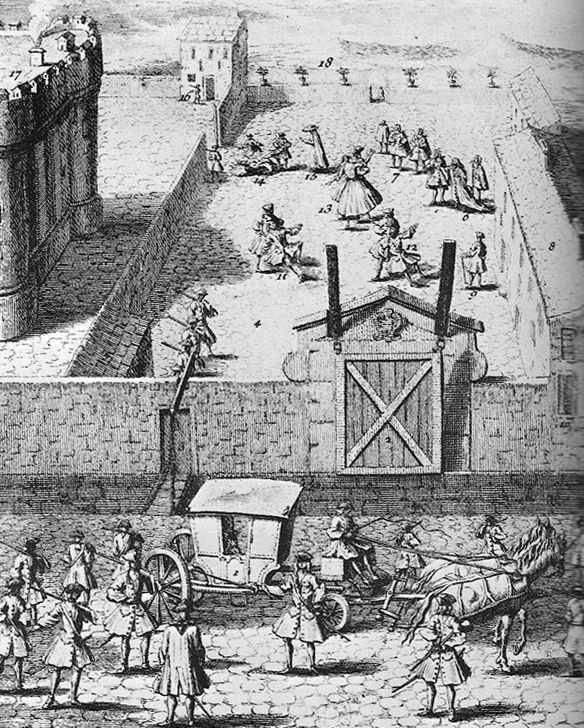
Конвульсионеры в Бастилии

Чтобы прекратить беспорядки, Людовик XV приказал в 1732 году оградить кладбище стеной и охранять стражей. На следующий день на воротах кладбища анонимный шутник повесил табличку с надписью: «De par le Roy, défense à Dieu de faire miracle en ce lieu» («Именем короля Богу запрещается совершать чудеса в этом месте»). Даже приказ 1733 года заключать припадочных в тюрьму не мог вполне пресечь эпидемию. Среди последователей этого движения были представители всех слоёв общества и всех социальных институтов — учебных, религиозных и правительственных. Подвержен припадкам оказался даже Фонтене, придворный секретарь Людовика XV.
Были случаи, когда конвульсионеры выступали против королевской армии с оружием в руках. Начальник парижской полиции Жиро говорил, что можно легко уничтожить на корню это зло, приняв строгие меры по отношению к зачинщикам беспорядков. Советник Kappe де Монжерон, посвятивший этим проявлениям своё сочинение, был посажен в Бастилию, некоторые наиболее известные больные были распределены по медицинским учреждениям. Но применение силы долгое время сдерживалось тем, что ревностным защитником учения Франциска Парижского выступал кардинал Ноай, который испытывал некоторые симпатии к янсенистам.
Репрессии, ограничения и запреты оказались бессильны полностью прекратить эти проявления. Так как было запрещено конвульсионировать публично, то собрания янсенистов стали происходить в частных домах. Затем это явление, подобно другим массовым психическим эпидемиям, постепенно пошло на спад и исчезло само. Несмотря на то, что даже в среде самих янсенистов не все одобряли конвульсионерство, оно просуществовало довольно долго, отдельные проявления были зафиксированы вплоть до Французской буржуазной революции.

## Объяснения и критика
Масштабность явления уже в XVIII веке вызвала множество откликов, в том числе резко критических. Так, Вольтер, брат которого — Арман Аруэ — был янсенистом, отрицательно относился к янсенистам и конвульсионерам. Он писал в одном из писем к Гельвецию: «Парижем управляют янсенисты, конвульсионеры. Это куда хуже, чем царство иезуитов...». В примечании к одному из стихотворных текстов Вольтер замечает об этой секте: «Они опаляли огнем (On rôtissait) девушек так, чтобы их кожа однако не была повреждена; наносили им удары поленьями (de bûches) по животу, однако не раня их и это называлось давать вспомоществование»; он называет их шарлатанами, по его мнению: «Земля была тысячи раз наводнена суеверьями более ужасными, но никогда среди них не было более дурацких и более унизительных». Вольтер стал наследником своего брата, который сделал собрание их «видений» (visions), имевших место среди женщин в 1744 году. Эти материалы в конечном итоге оказались в библиотеке Вольтера, находившейся в Петербурге с 1779 года. С ними ознакомился А. С. Пушкин, который в 1832 году проводя исторические изыскания, в ходе его работы над «Историей Петра I», посещал личную библиотеку Вольтера. Кроме того указатель к сочинениям Вольтера в библиотеке Пушкина разрезан на странице со словом convulsionnaires. Во времена Пушкина в России их называли «судорожниками» и сравнивали с методистскими сектами «в Англии, и особенно в Америке, где на так называемых полевых сходках, campmeetings, бешенство методистов доходит до невероятности» (журнал «Библиотека для чтения» за 1835 год (том X, раздел «Смесь»).
Шотландский философ Давид Юм, подробно описывая данное явление в «Исследовании о человеческом познании» (1748 год), писал:
Одному лицу никогда не приписывали большего числа чудес, чем число тех, которые недавно произошли, как рассказывают, во Франции, на могиле аббата Пари, известного янсениста, святостью которого так долго морочили людей. Всюду рассказывали о том, что эта святая гробница исцеляла больных, возвращала слух глухим и зрение слепым; но что ещё необычнее — многие из этих чудес были немедленно засвидетельствованы на месте судьями несомненной честности на основании показаний лиц, заслуживающих доверия и пользующихся почетом; притом они были совершены в просвещенную эпоху и в самом выдающемся центре современного мира.
Учёные и мыслители пытались найти рациональное объяснение происходившему на Сен-Медарском кладбище. В 1733 году Филипп Эке (Philippe Hecquet, 1661—1737 гг), декан медицинского факультета Парижского университета, объяснял конвульсии эротическим возбуждением, которое у одержимых этим недугом было вызвано чужими запахами.
Известный антрополог Э. Б. Тэйлор в книге «Первобытная культура» в главе «Обмороки и припадки, вызываемые с религиозными целями» отмечает что в «…религии малокультурных народов то состояние, при котором человек в просторечии именуется „тронутым“» имеет важное место и всегда находились обманщики, симулировавшие это состояние. «По своей болезненной природе припадки эти чрезвычайно похожи на те, о которых упоминает история конвульсионеров Сен-Медарда и севеннских энтузиастов».
Публицист и социолог Михайловский Н. К. объяснял происхождение данного явления эпидемическим и подражательным характером некоторых нервных болезней, сравнивая конвульсионеров с кликушами: «…весьма обыкновенное явление, что за одной кликушей следует их несколько. Всякого рода судороги и конвульсии вообще сильно действуют на зрителей и очень часто вызывают целую вереницу подражателей».
По мнению Бехтерева В. М., благодаря самовнушению те или другие мистические идеи, происходившие из религиозных проявлений средних веков, нередко являлись вместе с тем источником целого ряда конвульсивных и иных проявлений большой истерии, которые, благодаря господствовавшим верованиям, также получали наклонность к эпидемическому распространению. Так, эпидемии конвульсионирующих развивались в результате взаимовнушения на почве религиозного мистицизма и тяжёлых суеверий.

## В литературе
- «История Пор-Рояля» — Сент-Бёв.